# 日本分析工業
日本分析工業株式会社（にほんぶんせき こうぎょう、英称：Japan Analytical Industry Co., Ltd）は、瑞穂町に本社を置く、分取液体クロマトグラフをはじめとした分析機器や理化学機器の設計、製造、販売、保守を行なう企業である。

## 概要
日本分析工業は、1965年に大栗直毅、難波田了、大西彰らが理化学機器会社を退職して設立された。
設立以来の企業理念は、市場にない新しいクロマトグラフィー関連機器の設計、製造、販売及び保守を行うベンチャー企業である。
1971年には東京都瑞穂町石畑にガスクロマトグラフ (GC) 及び同用のキューリーポイント型熱分解装置 (CP Py) 製造工場を建設と同時にGPC型リサイクル分取液体クロマトグラフ（分取HPLC）の試作研究開始、1973年に世界で初めてそれの商品化に成功した。
日本国内では基本的には社名は日本分析工業として認識されている。但し、海外では英称のJAI（Japan Analytical Industry Co., Ltd.に由来)とされている。

## 沿革
- 1965年 - 大栗直毅, 難波田了及び大西彰らが分析機器会社を退社して設立
- 1967年 - ガスクロマトグラフの販売開始
- 1970年 - CP Py JHP-2型の販売開始　2012年日本分析機器工業会等の分析機器遺産に認定[1]
- 1973年 - 分取HPLC LC-08型の販売開始　2016年日本分析機器工業会等の分析機器遺産に認定[2]
- 1991年 - キューリーポイント P & T（CP P & T, JHS-100型）の販売開始
- 1998年 - 分取HPLCに対してあさひ銀行より中小企業優秀新技術賞受賞[3]
- 2007年 - ポータブル型CP Pyに対してりそな銀行 より中小企業優秀新技術賞受賞[4]
- 2007年 - 分取HPLCに対して多摩信用金庫より多摩ブルー賞 最優秀賞受賞[5]
- 2008年 - 東京商工会議所より「勇気ある経営大賞」 優秀賞受賞[6]
- 2015年 - ポータブル型CP Pyに対して多摩信用金庫より多摩ブルー賞 優秀賞受賞[7]
- 2018年 - 固体・ガス体試料を注射器感覚でGCに導入できる装置に対して東京都より2017年世界発信コンペティション技術奨励賞受賞[8]
- 2020年 - 経済産業省よりグローバルニッチトップ企業100選に選定[9]
- 2020年 - 経済産業省より地域未来牽引企業に認定[10]

## 主な製品
- GPC型リサイクル分取HPLC

- リサイクル分取HPLC
- プロセス型分取HPLC
- GC用ハイブリッド型熱分解装置
- GC用ポータブル型試料導入装置
- キューリーポイントP & T装置
- 電子デバイス用アウトガス捕集装置
- 冷凍粉砕機